# Tanzânia
A Tanzânia ou Tanzania (em suaíli, Tanzania), oficialmente República Unida da Tanzânia (em suaíli, Jamhuri ya Muungano wa Tanzania) é um país da África Oriental, limitado a norte pelo Uganda e pelo Quénia, a leste pelo Oceano Índico, a sul por Moçambique, pelo Maláui e pela Zâmbia, e a oeste pelo Burundi, por Ruanda e pela República Democrática do Congo (fronteira exclusivamente lacustre, através do lago Tanganica). Ademais de sua parte continental, a Tanzânia inclui o arquipélago de Zanzibar, no Oceano Índico.
A República Unida da Tanzânia é um estado unitário composto por 26 regiões. A atual chefe de estado é a presidente Samia Suluhu. A capital é Dodoma, sede oficial do governo e do parlamento. Entre a independência e 1996, Dar es Salaam, a maior cidade do país, foi a capital, e continua sendo a principal cidade e o local de facto da maioria das instituições governamentais. O nome Tanzânia é um portmanteau de "Tanganica" e "Zanzibar". Os dois estados foram unidos em 1964, formando a República Unida de Tanganica e Zanzibar, que posteriormente no mesmo ano foi renomeado para o atual nome.
A Tanzânia é montanhosa e densamente florestada no nordeste, onde o Monte Quilimanjaro está localizado. Três dos Grandes Lagos da África estão parcialmente dentro da Tanzânia. Ao norte e ao oeste estão o Lago Vitória, o maior lago da África, e o Lago Tanganica, o lago mais profundo do continente, conhecido por suas espécies únicas de peixes. A costa oriental é quente e úmida, com o arquipélago de Zanzibar ao largo. As quedas de Kalambo, localizadas no rio Kalambo, na fronteira com a Zâmbia, são a segunda maior cachoeira ininterrupta da África. A Área de Conservação da Baía de Menai é a maior área marinha protegida de Zanzibar.
Mais de 100 línguas diferentes são faladas na Tanzânia, tornando-se o país com maior diversidade lingüística na África Oriental. O país não tem uma língua oficial de jure, embora a língua nacional seja o suaíli. O suaíli é usado no parlamento, nos tribunais inferiores e como meio de instrução na escola primária. O inglês é usado no comércio exterior, na diplomacia, nos tribunais superiores e como meio de instrução no ensino secundário e superior, embora o governo da Tanzânia esteja planejando descontinuar o inglês como uma língua de instrução. Aproximadamente 10% dos tanzanianos falam o suaíli como primeira língua e até 90% falam como segunda língua.

## História
A Tanzânia é o lar de alguns dos mais antigos assentamentos humanos, com fósseis dos primeiros seres humanos, encontrados próximos da Garganta de Olduvai, no norte da Tanzânia, uma área muitas vezes referida como "o berço da Humanidade". Estes incluem ossos fósseis de Paranthropus que se pensa ter mais de 2 milhões de anos, e as pegadas mais antigas conhecidas.

### Portugueses
Os primeiros Ocidentais a atingir o actual território da Tanzânia foram os portugueses no final do século XV. Portugal procurou estabelecer-se nomeadamente na procura do ouro do Reino de Quiloa que vinha do interior. Portugal conquistou Zanzibar e Quiloa e dominou a região durante dois séculos. Portugal aliou-se a várias tribos, nomeadamente aos Zimba, garantindo assim alguma estabilidade no continente e apoio militar. Em Zanzibar, foi mantido o rei local, que era um súbdito do rei de Portugal pagava tributo.

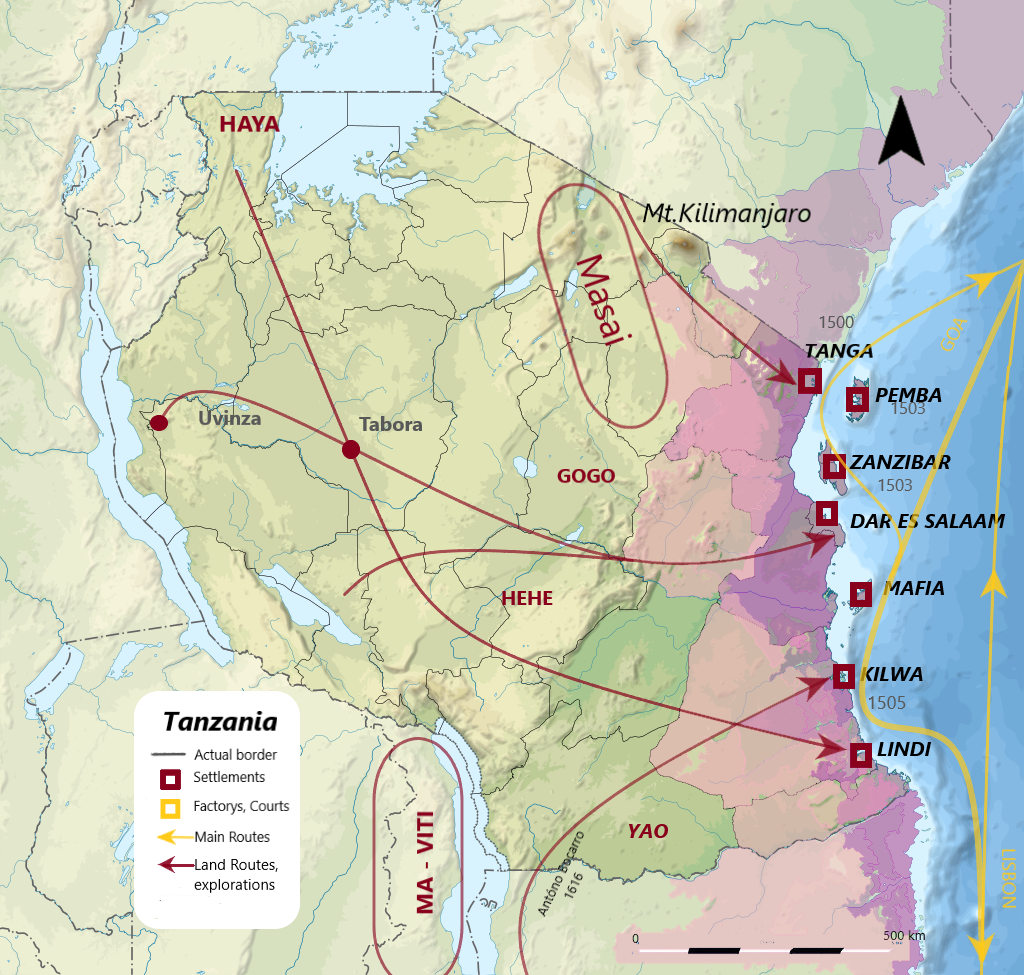
Império Português na Tanzânia de 1498 a 1730. Assentamentos e rotas comerciais; Explorações pelo interior Africano — António Bocarro 1616 — Sena a Quíloa.

Toda a costa e ilhas de Pemba (onde hoje se praticam rituais de touradas) e a Mafia até à actual fronteira com Moçambique foram dominadas pelos portugueses até à invasão dos omanitas em 1698. Portugal esteve presente até 1730, mas retirou-se para o que é hoje Moçambique.

### Alemães e Britânicos
A Tanganica foi uma colônia alemã desde a década de 1880 até 1919, sendo depois convertida num território britânico (sob mandato da Sociedade das Nações) entre 1919 e 1961; Zanzibar fez parte da colónia alemã, sendo ao invés um sultanato sob protetorado britânico formal entre 1890 e 1963. Pouco depois das respetivas independências, Tanganica e Zanzibar fundiram-se para criar a nação da Tanzânia, a 26 de Abril de 1964. O regime de partido único chegou ao fim em 1995, ano em que se realizaram as primeiras eleições democráticas no país desde a década de 1970.

## Política
Tanganica (a parte continental da actual Tanzânia) foi uma colónia alemã desde a década de 1880 até 1919, quando foi entregue ao Reino Unido, na sequência da derrota da Alemanha na Primeira Guerra Mundial; Zanzibar, a sua parte insular, era um sultanato independente, que se tornou um protectorado britânico na mesma altura.
Tanganica tornou-se independente em 13 de dezembro de 1962 e, em 26 de abril de 1964, uniu-se ao Zanzibar para criar a República Unida da Tanzânia. Dentro do acordo de união, quando o Presidente da República é originário do continente, o Vice-Presidente é um nativo de Zanzibar.
O primeiro Presidente da Tanzânia foi o "Mwalimu" Julius Nyerere, igualmente Presidente do partido Chama cha Mapinduzi (que significa "Partido da Independência"). Nyerere, que se conservou no poder até 1985, conduziu o país segundo uma política denominada "socialismo africano", internamente designada "Ujamaa", que significa "unidade" ou "família", em suaíli.
O regime de partido único chegou ao fim em 1995, ano em que se realizaram as primeiras eleições multipartidárias no país desde a década de 1970.
O chefe de estado do país foi o presidente Jakaya Kikwete, desde 21 de dezembro de 2005 até 2015. A ilha de Zanzibar é comandada por Amani Abeid Karume, que foi reeleito em 30 de outubro de 2005.
Samia Hassan Suluhu tornou-se a atual Presidente da Tanzânia desde 17 de março de 2021, após a morte do presidente John Pombe Joseph Magufuli.

## Geografia

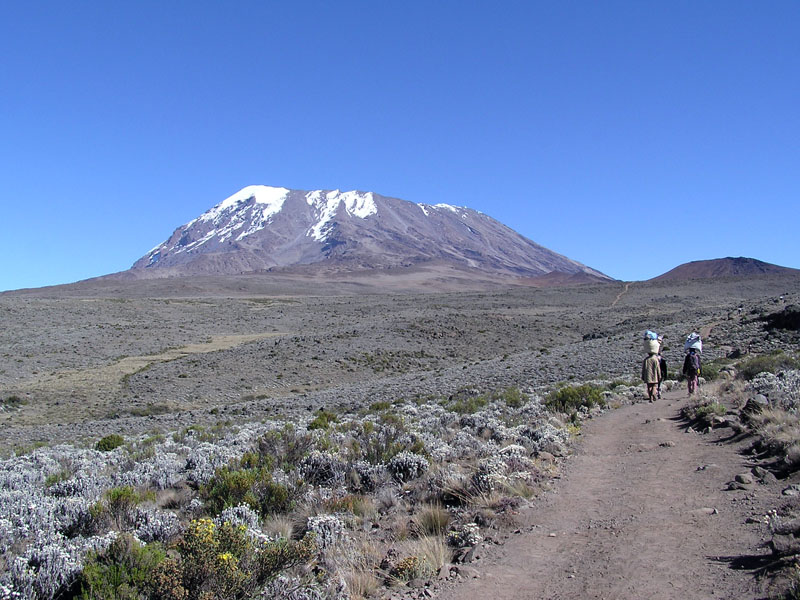
Monte Quilimanjaro.

Com 945 087 km², a Tanzânia é o 31º maior país do mundo. Trata-se de uma dimensão comparável à Nigéria.
Influenciada pelas formações do Rifte Albertino e do Rifte Africano Oriental, a Tanzânia é montanhosa no centro, oeste e nordeste, este último onde está situado o Monte Quilimanjaro, o pico mais alto da África. Para o norte e oeste estão os Grandes Lagos como o Lago Vitória (o maior lago da África) e o Lago Tanganica (o lago mais profundo da África, conhecido por suas espécies únicas de peixes). Na Tanzânia central se inclui uma grande planalto, com planícies e terras aráveis. A costa oriental é quente e úmida, com as ilhas do Arquipélago de Zanzibar.
A Tanzânia contém muitos grandes parques de fauna silvestre ecologicamente importantes, como a famosa Cratera Ngorongoro, no Parque Nacional de Serengueti ao norte. O governo da Tanzânia através do seu departamento de turismo, deu início a uma campanha para promover a catarata Kalambo no sudoeste da Tanzânia como um dos destinos turísticos da Tanzânia. As quedas Kalambo estão localizados perto da extremidade sul do lago Tanganica.

## Demografia

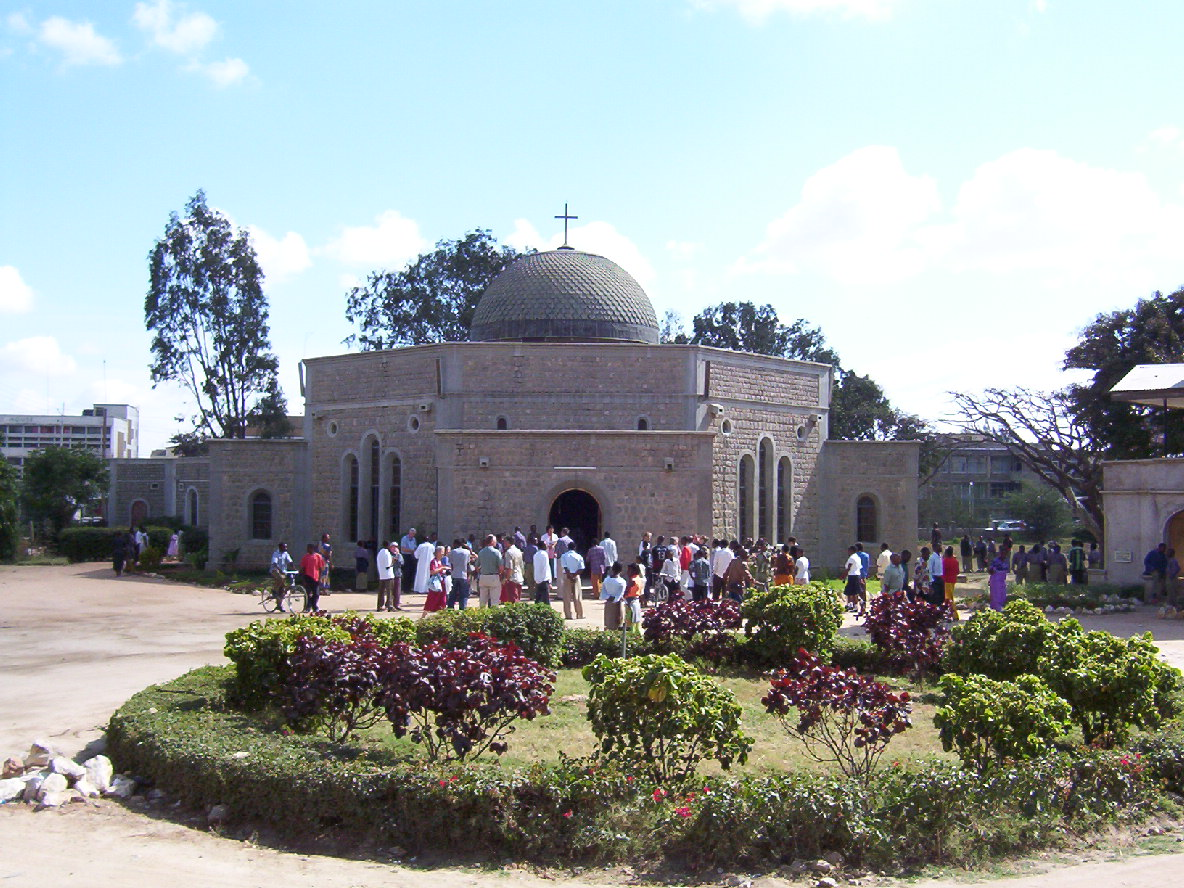
Dodoma Cathedral

Em 2023, a população era estimada em 61 milhões, com uma taxa de crescimento estimada em 2%. A distribuição da população é extremamente desigual, com uma densidade que varia de uma pessoa por quilômetro quadrado em regiões áridas, 51 hab./km² nos planaltos húmidos e 134 hab./km² em Zanzibar. Mais de 80% da população é rural. Dar es Salaam é a maior cidade e é a capital comercial; Dodoma, no centro da Tanzânia é a nova capital e sede do Parlamento da União.

### Religião
As estatísticas oficiais sobre religião não estão disponíveis porque as pesquisas religiosas foram eliminadas dos relatórios do censo do governo depois de 1967. Os líderes e sociólogos religiosos estimaram em 2007 que as comunidades muçulmanas e cristãs eram aproximadamente iguais em tamanho, cada uma representando 30 a 40% da população, e o restante composto por praticantes de outras religiões, religiões indígenas e pessoas "sem religião".
De acordo com uma estimativa de 2014, 61,4% da população era cristã, 35,2% eram muçulmanos, 1,8% praticavam religiões africanas tradicionais, 1,4% não eram afiliadas a nenhuma religião e 0,2% seguiram outras religiões. Dos muçulmanos, 16% são ahmadia (embora muitas vezes não sejam considerados muçulmanos), 20% são muçulmanos não denominacionais, 40% são sunitas, 20% são xiitas e 4% são sufis.
A população cristã é composta principalmente de católicos romanos e protestantes. Entre os protestantes, o grande número de luteranos e moravianos aponta para o passado alemão do país, enquanto o número de anglicanos aponta para a história britânica da Tanganica. Pentecostais e adventistas também estão presentes por causa da atividade missionária. Todos eles tiveram alguma influência em graus variados do movimento Walokole (Revival da África Oriental), que também tem sido terreno fértil para a disseminação de grupos carismáticos e pentecostais.
Existem também comunidades ativas de outros grupos religiosos, principalmente no continente, como budistas, hindus e bahá'ís.

### Línguas
Mais de 100 línguas são faladas na Tanzânia, tornando-se o país com a maior diversidade linguística na África Oriental. Entre as línguas faladas se encontram as 4 famílias linguísticas africanas: banta, cuxítica, nilótica, e coissã.
Muitos tanzanianos letrados são trilíngues, falando também o inglês. O amplo uso e promoção do suaíli contribui para o declínio de línguas menores no país. Cada vez mais crianças falam suaíli como língua materna, especialmente nas áreas urbanas. Línguas de comunidades étnicas (LCE) que não o suaíle não são permitidas como línguas de ensino e nem são ensinadas como matéria, apesar de poderem ser usadas não oficialmente em alguns casos no ensino primário. Programas de rádio e televisão em LCE são proibidos, e é quase impossível adquirir permissão para publicar um jornal em LCE. Não há departamento de línguas e literaturas africanas locais ou regionais na Universidade de Dar es Salaam.

## Subdivisões
O país divide-se em 26 regiões (capitais entre parênteses):
| - Aruxa (Aruxa) - Dar es Salaam (Dar es Salaam) - Dodoma (Dodoma) - Iringa (Iringa) - Kagera (Bukoba) - Kigoma (Kigoma) - Quilimanjaro (Moshi) - Lindi (Lindi) - Manyara (Babati) | - Mara (Musoma) - Mbeya (Mbeya) - Morogoro (Morogoro) - Mtwara (Mtwara) - Mwanza (Mwanza) - Pemba North (Wete) - Pemba South (Mkoani) - Pwani (Kibaha) - Rukwa (Sumbawanga) | - Ruvuma (Songea) - Shinyanga (Shinyanga) - Singida (Singida) - Tabora (Tabora) - Tanga (Tanga) - Zanzibar South (Koani) - Zanzibar North (Mkokotoni) - Zanzibar West (Zanzibar) |

## Economia

Principais produtos de exportação da Tanzânia em 2019

A Tanzânia é um dos países mais pobres do mundo, com um PIB per capita de apenas US$ 1 100,00 em 2007. A economia depende consideravelmente da agricultura que emprega cerca de 80% da mão de obra e por aproximadamente 85% das exportações.
Na agricultura, em 2018, o país era um dos 10 maiores produtores mundiais de gergelim, castanha de caju, tabaco, amendoim, banana e batata doce, além de ter grandes produções de milho, mandioca, semente de girassol, coco, arroz e cana de açúcar, entre outros produtos. O país também produz algodão, café, chá, abacaxi, laranja e sisal basicamente para exportação. Na pecuária, o país é um dos 15 maiores produtores do mundo de mel e um dos 30 maiores de carne bovina. Os produtos que geraram maior valor na exportação, em 2019, foram: tabaco, castanha de caju, café e gergelim.
A mineração é importante na composição do PIB, já que o país tem uma produção considerável de ouro, e é um dos maiores produtores mundiais de tanzanita, diamante, espinela, safira, zircão e rubi. Embora não tenha uma indústria muito relevante (93º no ranking mundial de 2018, ao nível do Uruguai ou do Paraguai), o país foi, neste ano, o 11º maior produtor do mundo de óleo de girassol (264 mil toneladas) e o 15º maior produtor do mundo de óleo de coco (13,2 mil toneladas).

## Infraestrutura

### Transportes
A maior parte do transporte na Tanzânia é rodoviário, que constitui mais de 75% do tráfego de mercadorias e 80% do tráfego de passageiros. O sistema rodoviário é composto por 86 500 km e está geralmente em más condições. A Tanzânia tem duas companhias ferroviárias: TAZARA, que fornece serviço no Caminho de Ferro Tanzânia–Zâmbia, entre Dar es Salaam e Kapiri Mposhi (um distrito de mineração de cobre na Zâmbia), e; Tanzania Railways, que tem como tronco o Caminho de Ferro Central da Tanzânia, ligando Dar es Salaam à região central e norte do país. O transporte ferroviário geralmente envolve viagens lentas com cancelamentos ou atrasos frequentes, e as ferrovias têm um histórico de segurança deficiente. As ferrovias nacionais utilizam o estratégico porto de Dar es Salaam (maior e mais importante porto tanzaniano) como base, porém a nação ainda possui os vitais portos marítimos de Mtwara, Zanzibar e Tanga, e os portos lacustres de Kazilamihunda e Mewanza.
Em Dar es Salaam, há um grande projeto de ônibus rápidos, Dar Rapid Transit Agency (DART), que conecta os subúrbios da cidade de Dar es Salaam. O desenvolvimento do sistema DART consiste em seis fases e é financiado pelo Banco Africano de Desenvolvimento, Banco Mundial e Governo da Tanzânia. A primeira fase começou em abril de 2012 e foi concluída em dezembro de 2015 e iniciou suas operações em maio de 2016.
A Tanzânia tem quatro aeroportos internacionais, juntamente com mais de 120 pequenos aeroportos ou pistas de pouso. A infraestrutura aeroportuária tende a estar em más condições.  As companhias aéreas na Tanzânia incluem Air Tanzania, Precision Air, Fastjet, Coastal Aviation e ZanAir.

### Educação
O Ministério da Educação da Tanzânia é o órgão responsável pela coordenação do sistema nacional de educação, englobando atividades de administração e supervisão da educação formal. O sistema de ensino tanzaniano foi fortemente influenciado pelo sistema educacional britânico, por meio da colonização. É composto por três níveis escolares: o primário, em um total de sete anos, onde todos os alunos podem frequentar de acordo com a escolaridade obrigatória em vigor; o ensino médio, que compreende um total de seis anos letivos (divididos em quatro e dois anos) e o nível superior, que inclui os cursos tecnológicos e bacharelados, além de mestrados e doutorados.
Na Tanzânia, em 2015, a taxa de alfabetização para pessoas com 15 anos ou mais foi estimada em 77,9%, sendo maior entre os homens (83,2%) do que entre mulheres (73,1%). A taxa de alfabetização leva em conta tanto o domínio da leitura e escrita da língua suaíli quanto dos idiomas árabes e inglês. A expectativa de vida escolar, do ensino primário ao superior, era de 9 anos de estudos em 2019. O país destina cerca de 3,40% de seu orçamento anual para gastos e investimentos em educação, o que se revela modesto em comparação com as nações vizinhas e outros países do mundo. A educação é obrigatória até as crianças atingirem a idade de 15 anos. Em 2010, 74,1% das crianças de 5 a 14 anos frequentavam a escola. A taxa de conclusão da escola primária foi de 80,8% em 2012.
O ensino superior é oferecido por diversas instituições de nível superior no país. A universidade mais conhecida é a Universidade de Dar es Salaam. Outras universidades importantes são a Universidade Sokoine de Agricultura e a Hubert Kairuki Memorial University. A Igreja Evangélica Luterana na Tanzânia mantém a Universidade Tumaini, uma universidade com três campus. A Igreja Católica Romana mantém a rede universitária da Universidade St. Augustine da Tanzânia (SAUT).